# Munguía
Munguía (oficialmente en euskera: Mungia) es un municipio español de la provincia de Vizcaya, en la comunidad autónoma del País Vasco. El término municipal tiene una superficie de 52,12 km² y su altitud es de 27 m. Perteneciente a la comarca Uribe, cuenta con una población de 17 997 habitantes (INE 2024).

## Geografía
Munguía se encuentra a una altitud a 27 metros sobre el nivel del mar. Los montes que lo rodean son numerosos. Entre ellos destacan: Gondramendi (217 m), Tallu (342 m) y Berreaga (366 m). Sin embargo sus montes más importantes son Sollube (684 m) y Jata (592 m). Estos montes rodean el valle del río Butrón que se alza sobre el monte Bizkargi (536 m) y alcanza el mar en el estuario de Plencia.

## Historia
Hacia mediados del siglo XIX, el lugar, una anteiglesia ya por entonces con ayuntamiento propio, tenía contabilizada una población de 1484 habitantes. Aparece descrito en el undécimo volumen del Diccionario geográfico-estadístico-histórico de España y sus posesiones de Ultramar de Pascual Madoz con las siguientes palabras:

MUNGUIA: anteigl. con ayunt. en la prov. de Vizcaya (á Bilbao 3 leg.), part. jud. de Guernica (3), aud. terr. de Burgos (25), c. g. de las Provincias Vascongadas (á Vitoria 14), dióc. de Calahorra (34): tiene el 59° voto y asiento en las juntas de Guernica, y contribuye por 209 1/4 fogueras. sit. al N. de Bilbao, en terreno quebrado, con hermosas vegas que baña el r. Butron con otros riach.; clima húmedo, pero sano, siendo las enfermedades que se padecen catarrales, y los vientos reinantes N. y SO. Se compone de unos 270 cas. dispersos, que forman los barrios de Achuri, Atela, Basozabal ó Goiri, Elguezabal, Emerando, Iturribalzaga, Larando y Landecho, Llona, Marcaida, Trobica y Villela. Es su igl. parr. la ant. de San Pedro, dedicada hoy á Sta. Maria; mas sobre esto, como tambien en lo relativo á cementerio, fuentes y escuelas, véase el art. de villa. Hay 7 ermitas bajo la advocacion de San Martin, San Andres, San Antonio, la Magdalena, el Salvador, San Miguel, San Lorenzo, Sta. Marina y otra de San Martin. El térm. tiene cerca de 4 leg. de circunferencia, y confina N. Basigo de Baquio y Maruri; E. Meñaca y Gamiz; S. Derio, y O. Gatica. Sobre terreno, caminos, correo y prod. (V. Munguia, v.). En el camino de Zornoza á Durango hay un puente de piedra sillería. ind.: una ferrería, que es la misma de la v., y 24 molinos harineros, en decadencia. pobl.: 398 vec., 1,484 alm. riqueaz imp.: 551,598 rs. Es patria de Juan Saez de Villela, célebre en las guerras de bandos de Vizcaya; de Don Juan de Villela, primer presidente de Méjico, y del famoso marino Machin de Munguia, que supo adquirirse gloria inmortal en los terribles combates que sostuvo contra Barbarroja.
(Madoz, 1848, p. 687)

Mungia, situada en la comarca de Uribe, tiene una historia que se remonta a tiempos prehistóricos. Aunque existen vestigios arqueológicos que prueban la presencia humana en la zona, como el castro de Berreaga y diversas estelas halladas en pueblos vecinos, la primera mención documental de la localidad data de 1051. En ese año, un abad de Mungia, llamado Mome Munchiensis, confirmó una donación de los Señores de Bizkaia al monasterio de San Millán de la Cogolla.
El nombre Mungia parece derivar de Mune-Ganean, en referencia a su ubicación cerca del río Butrón. Originalmente, la zona no era más que una pequeña aldea dispersa con la iglesia como centro de referencia. Sin embargo, con el tiempo, la localidad fue ganando importancia debido a su función como centro administrativo eclesiástico y su situación estratégica como punto de paso entre el interior de Bizkaia y la costa, destacando la proximidad con Bermeo, que empezaba a emerger como puerto de exportación.
En los alrededores de Munguía, diversas familias nobiliarias establecieron sus casas torre, consolidando su poder económico a través de la explotación de la tierra. Sin embargo, la gran crisis agropecuaria de finales del siglo XIII afectó gravemente la economía de estas familias, lo que las llevó a utilizar la violencia para mejorar sus recursos, en lo que se conoció como las luchas de banderizos. En Mungia, la familia Billela formaba parte del bando Gamboíno, mientras que los Butrón encabezaban el bando de Oinaz. La proximidad entre las casas torre de ambos bandos propició enfrentamientos frecuentes.
En respuesta a estos conflictos, los vecinos de Munguía solicitaron al Señor de Vizcaya, el infante don Juan, el título de villa para protegerse de los ataques de los nobles. Así, el 1 de agosto de 1376, Munguía fue constituida como villa bajo el fuero de Logroño. Tanto la villa como la anteiglesia de Munguía formaban parte de la merindad de Uribe, y ambas contaban con sus propios ayuntamientos y asientos en las Juntas Generales de Guernica.
A pesar de la obtención del título de villa, las luchas de banderizos continuaron en la zona. Entre los episodios más destacados se encuentran la batalla de Berteiz y la batalla de Munguía, ocurrida el 27 de abril de 1479, en la que los bandos de Oinaz y Ganboa se aliaron para combatir al conde de Haro.
A lo largo de los siglos, Munguía mantuvo una economía predominantemente agropecuaria, con varios molinos y pequeños talleres artesanales. No obstante, hubo algunos episodios que alteraron la vida cotidiana, como los incendios de 1602 y 1778, este último destruyendo 14 edificios importantes de la villa. Tras este incidente, se estableció un área de almacenamiento para productos inflamables fuera del casco urbano, conocido como Atzekaldeta.
Con el paso del tiempo, las relaciones entre la villa y la anteiglesia se fueron estrechando, hasta que el 6 de octubre de 1900 ambas se fusionaron en una sola entidad. La fuente situada en Beko Kale, frente a Arnaga, conmemora esta unión bajo el lema Biak bat eta biena ('Dos en uno y para ambos').
Durante la guerra civil española, Munguía sufrió bombardeos por parte de las tropas franquistas. En su retirada, algunos grupos anarquistas quemaron varios edificios del pueblo. La guerra frenó el crecimiento de Munguía, pero en la década de 1960, el proceso de industrialización atrajo a numerosos trabajadores, lo que impulsó una expansión urbana significativa.
La recesión de finales de los años 70 provocó un breve periodo de crecimiento vegetativo negativo, pero en las últimas décadas, la población de Munguía ha vuelto a experimentar un notable aumento. Durante la dictadura franquista, el movimiento de resistencia se organizó a través de asociaciones ciudadanas, muchas de las cuales encontraron apoyo en la Iglesia. Estas asociaciones promovieron la conservación y recuperación de la cultura vasca y la defensa de una cultura democrática. En este contexto, fue relevante el movimiento de oposición a la central nuclear de Lemoniz, ubicada en Basordas, dentro del municipio de Mungia.

## Demografía
Munguía cuenta con una población de 17 997 habitantes (INE 2024).
| Gráfica de evolución demográfica de Munguía entre 1842 y 2021 |
| |
| Población de derecho según los censos de población del INE Población de hecho según los censos de población del INEEn estos censos se denominaba Munguía: 1842, 1857, 1860, 1877, 1887, 1897, 1900, 1910, 1920, 1930, 1940, 1950, 1960, 1970 y 1981 Entre el censo de 1900 y el anterior, crece el término del municipio porque incorpora a 48528 (Munguía, anteiglesia) |

### Transporte y comunicaciones
De 1894 a 1975 Munguía estuvo conectada con Luchana (Erandio) por ferrocarril. En este punto los pasajeros podían transbordar al tren de Plencia a Bilbao, si bien al compartir ancho de vía se pudieron habilitar trenes directos desde Munguía a la capital vizcaína. La línea estuvo explotada por la Compañía del Ferrocarril de Luchana a Munguía hasta el 1 de julio de 1947, fecha en la que Ferrocarriles y Transportes Suburbanos de Bilbao, S.A. se hizo cargo de ella procediendo a la electrificación de la línea. En los años 60 del siglo XX se procedió a ampliar en dos ocasiones las pistas del antiguo aeropuerto de Sondica, motivo por el que el tráfico ferroviario fue suspendido durante casi un año (de 1966 a 1967) y posteriormente clausurada la línea entre Munguía y Sondica de forma definitiva el 11 de mayo de 1975.
A pesar de que se han venido dando tímidas demandas populares e institucionales por la reapertura de la línea ferroviaria y el recuerdo del ferrocarril se mantiene vivo en la localidad, no existe ningún proyecto oficial que apunte en este sentido. El espacio que antaño acogió la estación de ferrocarril está ocupado actualmente por un aparcamiento en superficie y el trazado por donde discurrían los primeros kilómetros de vías es ahora un paseo frecuentado a diario por peatones, corredores y ciclistas.

## Administración y política

### Gobierno municipal

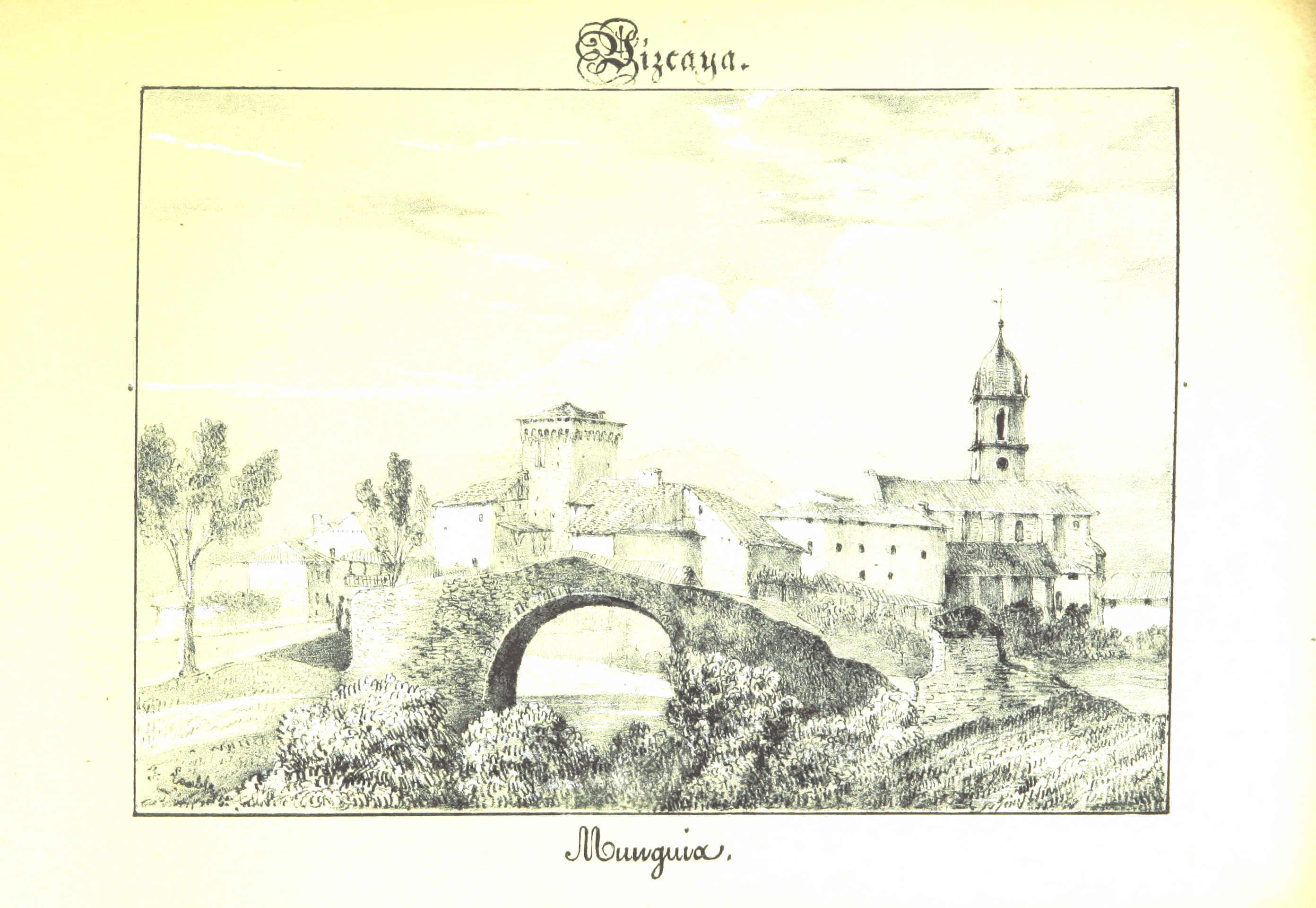
Fotografía del santuario en la primera mitad del

| Partido político                                                                  | 2023  | 2023  | 2023       | 2019  | 2019  | 2019       | 2015  | 2015  | 2015       | 2011  | 2011  | 2011       | 2007  | 2007  | 2007       |
| Partido político                                                                  | %     | Votos | Concejales | %     | Votos | Concejales | %     | Votos | Concejales | %     | Votos | Concejales | %     | Votos | Concejales |
| Euzko Alderdi Jeltzalea-Partido Nacionalista Vasco (EAJ-PNV)                      | 40,28 | 3210  | 8          | 45,27 | 3896  | 8          | 44,50 | 3511  | 8          | 44,50 | 3747  | 9          | 52,13 | 3890  | 10         |
| Euskal Herria Bildu (EH Bildu)-Bildu                                              | 29,12 | 2321  | 5          | 26,38 | 2270  | 5          | 28,73 | 2267  | 5          | 27,34 | 2302  | 5          | —     | —     | —          |
| Cívica Monte Berriaga (CMB)                                                       | 12,21 | 973   | 2          | 10,50 | 904   | 2          | 15,68 | 1237  | 3          | —     | —     | —          | —     | —     | —          |
| Mungia Alkartu                                                                    | 7,77  | 619   | 1          | 7,34  | 632   | 1          | —     | —     | —          | 2,51  | 211   | 0          | 5,90  | 440   | 1          |
| Partido Socialista de Euskadi-Euskadiko Ezkerra (PSE-EE PSOE)                     | 5,21  | 415   | 1          | 5,74  | 494   | 1          | 6,13  | 484   | 1          | 5,14  | 433   | 1          | 9,73  | 726   | 1          |
| Partido Popular del País Vasco (PP)                                               | 3,73  | 297   | 0          | 3,54  | 305   | 0          | 2,33  | 184   | 0          | 3,14  | 264   | 0          | 8,68  | 648   | 1          |
| Agrupación Electoral Monte Berriaga-Monte Berriaga Hauteslen Elkartea (AEMB-MBHE) | —     | —     | —          | —     | —     | —          | —     | —     | —          | 12,81 | 1079  | 2          | —     | —     | —          |
| Eusko Abertzale Ekintza-Acción Nacionalista Vasca (EAE-ANV)                       | —     | —     | —          | —     | —     | —          | —     | —     | —          | —     | —     | —          | 15,48 | 1155  | 3          |
| Eusko Alkartasuna (EA)                                                            | —     | —     | —          | —     | —     | —          | —     | —     | —          | —     | —     | —          | 6,5   | 485   | 1          |

Corporación municipal 2023-2027
| Grupo político | Concejales | N.º de concejales | %      |
| -------------- | --- | ----------------- | ------ |
| EAJ-PNV        | Alaitz Erkoreka Baraiazarra Nagore Torre Ureta Leire Bilbao Altonaga Asier Areitio Ibarluzea Iñaki Zarraga Barandika Bakarne Egia Larrauri Idurre Urresti Pellejero Markel Domínguez Uriagereka | 8/17              | 47,06% |
| EH Bildu       | Ibai Alzaga Moreno Maialen Zabala Urturi Arkaitz Elortza Angulo Nile Arrieta Orue Garazi Mendoza Agirre                                                                                         | 5/17              | 29,41% |
| CMB            | Luis Jesús Solaun Arechaederra Alejandro Olabarria Smith | 2/17              | 11,76% |
| Mungia Alkartu | Ekaitz Martin Bilbao | 1/17              | 5,88%  |
| PSE-EE PSOE    | Yoana Menchaca Sánchez | 1/17              | 5,88%  |

### Organización territorial
El municipio se divide en cuatro entidades colectivas de población, constituidas a su vez por varias entidades singulares de población. Son las siguientes:
- Munguía: Atxuri, Billela, Munguía y Trobika.
- Belako: Atela, Iturribaltzaga y Llona.
- Larrauri-Markaida: Larrauri y Markaida.
- Laukariz: Basozabal, Berreagamendi, Elgezabal, Maurola y Zabalondo.

Existe, asimismo, la entidad singular de población de Emerando, no adscrita a ninguna colectiva.

## Cultura

### Fiestas
San Antontxu
Fiestas de gran tradición e historia dado que se refiere a una actividad de gran importancia en Munguía como es la agricultura.
El día grande es el día 18 de enero, en el que se celebra una gran feria de ganado, aperos y herramientas de labranza en el recinto ferial de la localidad, mientras en la plaza de los fueros (o Foruen Enparantza) y en diversas calles del casco urbano, se disfruta de cantidad de puestos que ofrecen productos de la comarca, artesanos, etc. Todo ello, amenizado con txistularis, trikitilaris y bertsolaris. 
San Pedro
Fiestas que se celebran en honor del patrón de Munguía, y se celebran con múltiples actos que comienzan con un chupinazo desde el ayuntamiento, con un pregón por parte de algún grupo sociocultural del municipio o algún personaje destacado y con una tamborrada infantil con participación de alrededor de 500 chavales y chavalas.
Las fiestas, además del día 29 y víspera suelen abarcar dos fines de semana. Hay una oferta festiva variada para todas las edades y todos los gustos, con actividades y espectáculos como fuegos artificiales, conciertos de rock, conciertos de música popular, castillos hinchables, juegos infantiles todas las tardes, concursos de pájaros cantores, pesca, tiro al plato, pintura o redacción, barracas, partidos de pelota, entre otros.